# Port-Saint-Père
Port-Saint-Père település Franciaországban, Loire-Atlantique megyében. Lakosainak száma 3046 fő (2022. január 1.). Port-Saint-Père Brains, Cheix-en-Retz, Rouans, Saint-Hilaire-de-Chaléons, Saint-Léger-les-Vignes, Saint-Mars-de-Coutais és Sainte-Pazanne községekkel határos.

## Népesség
A település népességének változása:
| Lakosok száma | 1361 | 1716 | 1695 | 2533 | 2864 | 2894 | 2913 | 2928 | 2981 | 3046 |
|               | 1968 | 1982 | 1990 | 2006 | 2013 | 2015 | 2017 | 2019 | 2020 | 2022 |